# Гамарник Олександр Михайлович
Олекса́ндр Миха́йлович Гама́рник — старший лейтенант Збройних сил України.

## Життєпис
2009 року закінчив Львівський інститут Сухопутних військ, спеціальність «бойове застосування та управління діями підрозділів, частин ракетних військ».
Начальник обслуги пускової установки стартової батареї ракетного дивізіону, 19-та ракетна бригада оперативного командування «Північ». Здійснював бойові пуски ракет по проросійських терористах.

## Нагороди
8 вересня 2014 року — за особисту мужність і героїзм, виявлені у захисті державного суверенітету та територіальної цілісності України, вірність військовій присязі під час російсько-української війни, відзначений — нагороджений орденом Богдана Хмельницького III ступеня.